# Mehmet Vehib Kaçı

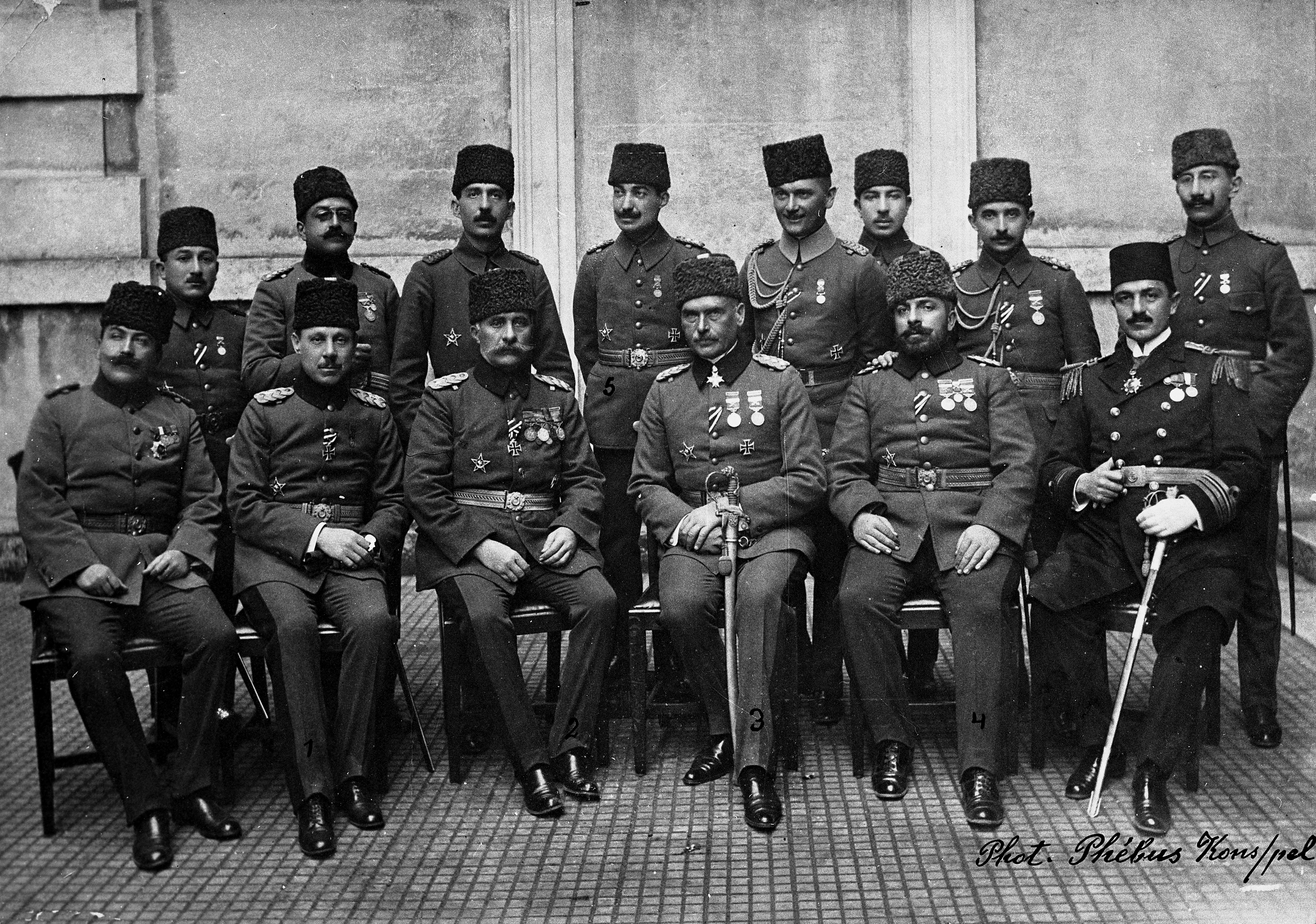
Vehib Pascha (rechts) mit seinem Bruder Esad Pascha (links) und weiteren führenden Offizieren der 5. Armee
(1914)

Mehmet Vehib Kaçı (bekannt als Vehib Pascha) (* 1877 in Yanya, Osmanisches Reich; † 13. Juni 1940 in İstanbul) war ein osmanischer General.

## Militärische Ausbildung
Die Familie Vehib Paschas stammt ursprünglich aus Taschkent. Der Vater Vehibs war der Bürgermeister von Yanya Mehmet Emin Efendi. Vehib Pascha war der jüngere Bruder von Esad Pascha.
Vehib absolvierte 1897 die Mühendishane-i Berr-i Hümayun. 1900 absolvierte er als Bester der 52. Klasse die Kriegsakademie im Range eines Hauptmanns.
Seinen militärischen Dienst trat er in der IV. Armee, die im Jemen stationiert war, an. Vehib spielte bei der Friedenssicherung in den aufständischen jemenitischen Gebieten, in denen die Osmanische Armee gegen die Truppen von Yahya Muhammad Hamid ad-Din kämpfte, eine wichtige Rolle. Später wurde Vehib Stabschef der Diyarbakır-Division. Nach diesem Posten wurde er in das Oberkommando der unter der Leitung Marschall Zeki Paschas stehenden IV. Armee beordert.
Nach den Ereignissen vom 31. März wurde er auf Wunsch der Befehlshaber der Hareket Ordusu und der Jungtürken in das Ministerium für Verteidigung beordert. Nachdem Mahmud Şevket Pascha Verteidigungsminister wurde, wurde Vehib Pascha 1909 zum Kommandeur der Kriegsschulen, um die chaotischen Zustände zu beenden. Diesen Posten hatte er bis 1912 inne. Vehib Pascha modernisierte die Kriegsschulen.

## Balkankriege

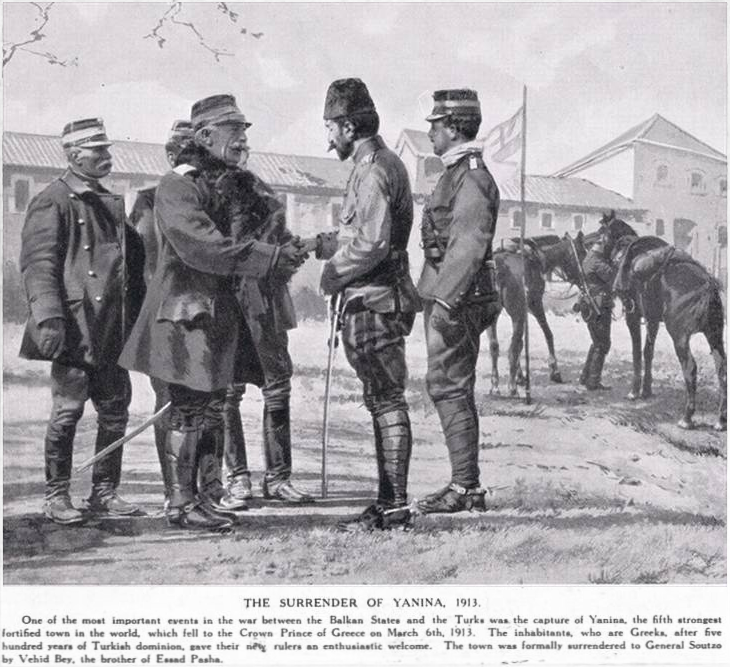
Die Übergabe von Yanya durch Vehib an den griechischen General Alexandros Soutzos

1912 wurde Vehib zum Befestigungskommandanten Yanya bestellt. Vehib unterstand damals seinem älteren Bruder Esad Pascha, der in Yanya Korpskommandeur war. Nachdem am 20. September 1912 die Generalmobilmachung ausgerufen wurde, fiel Yanya am 20. Februar 1913 an die Griechen unter der Führung des Kronprinzen Konstantins. Vehib wurde durch die Griechen für neun Monate in Athen inhaftiert. Nachdem er aus der Haft entlassen worden war, stieg er zum Oberst auf. Er wurde zum Divisionskommandanten der 22. Hedschas-Division.

## Erster Weltkrieg
Vehib Pascha kommandierte in der Schlacht von Gallipoli des Ersten Weltkriegs das XV. Korps und später die II. Armee. Aufgrund seines Erfolges als Armeebefehlshaber wurde er zum Kommandeur der III. Armee an der Kaukasusfront. Die Truppen unter seinem Befehl konnten den russischen Angriffen widerstehen, wurden aber in der Schlacht von Erzincan geschlagen. 1918 konnte sich die III. Armee wieder formieren und so am 24. Februar Trabzon und Hopa zurückerobern. Am 26. März eroberten sie zusätzlich Batumi zurück. Nach dem Waffenstillstand von Mudros kehrte Vehib Pascha nach İstanbul zurück und floh nach der Aufdeckung von ihm zu verantwortender finanzieller Ungereimtheiten nach Italien.

## Exil
Weil er gegenüber der Unabhängigkeitsbewegung unter Mustafa Kemal Atatürk offen keine Sympathien hegte, weder am Krieg teilnahm und sich bis 1927 nicht in der Türkei blicken ließ, entzog man ihn am 23. Mai 1927 die Staatsbürgerschaft. Die Zeit des Exils verbrachte er in Deutschland, Rumänien, Griechenland und Ägypten.

## Italienisch-Äthiopischer Krieg
Vehib Pascha war im Italienisch-Äthiopischen Krieg Stabschef des äthiopischen Befehlshabers der Südfront Ras Nasibu Emmanual. Seine Anteilnahme erregte einiges Aufsehen im türkischen Außenministerium und in der Presse. Vehib Pascha formierte eine starke Defensivlinie, die in Äthiopien als Hindenburg-Linie bekannt wurde. Während der Schlacht von Ogaden im April 1936 gelang es den Italienern jedoch unter Verlusten, die Linie zu durchbrechen.
1939 durfte Vehib Pascha in die Türkei zurückkehren und verstarb kurze Zeit später. Vehib Pascha liegt auf dem Karacaahmet-Friedhof in İstanbul begraben.